# Jablonov nad Turňou
Jablonov nad Turňou (maď. Szádalmás) je obec na Slovensku v okrese Rožňava.
Nachází se v údolí Slovenského krasu mezi Dolným a Horným vrchom.

## Historie
První písemná zmínka o obci pochází r roku 1235, kdy je obec uvedena jako sídlo fary. Od poloviny 14. století patřila rodu Bebeků. V roce 1720 zde žilo 13 zemanských a 30 poddanských rodin.
Nejstarší název obce zněl Almá (toto pojmenování má staroturecký původ), později Almás a z něj vyplývající pozdější maďarské Szádalmás. Obyvatelé se v 19. století kromě zemědělství zabývali rovněž vinohradnictvím a ovocnářstvím.

## Kostely
- Kostel Nejsvětější Trojice, původně gotický kostel ze druhé poloviny 14. století. V roce 1500 byl rozšířen o jižní kapli v pozdněgotickém slohu. Na klenbách jsou nástěnné malby od J. Adama z Rožňavy z první poloviny 20. století.
- Evangelický kostel z období klasicismu postavený koncem 18. století a doplněný věží v první třetině 19. století.